# Miklós Óvári
Miklós Óvári (* 24. August 1925 in Soroksárpéteri, Pestszentlőrinc-Pestszentimre, Budapest; † 10. Mai 2003 in Budapest) war ein ungarischer Politiker der Kommunistischen Partei KMP (Kommunisták Magyarországi Pártja),  Partei der Ungarischen Werktätigen MDP (Magyar Dolgozók Pártja) sowie schließlich der Ungarischen Sozialistischen Arbeiterpartei MSZMP (Magyar Szocialista Munkáspárt), der unter anderem langjähriger Sekretär des ZK der MSZMP war. Auf dem XI. Parteikongress am 22. März 1975 wurde er zum Mitglied des Politbüro des ZK der MSZMP gewählt und gehörte diesem obersten Führungsgremium der Ungarischen Sozialistischen Arbeiterpartei bis zum 22. Mai 1988 an.

## Leben

### Studium und Parteifunktionär
Der aus einer Familie von Intellektuellen stammende Óvári begann nach dem Besuch des Gymnasiums in Pestszentlőrinc ein Studium der Geschichtswissenschaften an der Katholischen Péter-Pázmány-Universität und schloss dieses 1948 mit einem Lehramtsdiplom ab. Bereits während des Studiums war er 1945 der Kommunistischen Partei KMP (Kommunisták Magyarországi Pártja) beigetreten und besuchte nach seinem Studienabschluss die Parteihochschule der MDP, an der er 1954 selbst Dozent wurde.
Kurz darauf begann er 1954 ein Studium an der Parteihochschule der KPdSU in Moskau und nahm nach seiner Rückkehr nach Ungarn 1957 seine Lehrtätigkeit an der Parteihochschule der nunmehr aus der MDP hervorgegangenen Ungarischen Sozialistischen Arbeiterpartei MSZMP (Magyar Szocialista Munkáspárt) wieder auf, ehe er 1958 in die Parteizentrale als Mitarbeiter der ZK-Abteilung für Agitation und Propaganda wechselte und dort 1961 stellvertretender Abteilungsleiter wurde. Während dieser Zeit wurde er auf dem VIII. Parteikongress am 24. November 1962 zum Kandidaten sowie auf dem IX. Parteikongress am 3. Dezember 1966 zum Mitglied des Zentralkomitees (ZK) der MSZMP gewählt, dem er bis zum 22. Mai 1988 angehörte.
Im Anschluss war er vom 3. Dezember 1966 bis 28. November 1970 Leiter der ZK-Abteilung für Wissenschaft, Kultur und Bildung und gehörte zugleich seit 1966 dem Ausschuss für Agitation und Propaganda der MSZMP an, in dem er zwischen 1970 und 1985 auch Leiter der Arbeitsgruppe für Kulturpolitik war.

### ZK-Sekretär, Politbüromitglied und Abgeordneter
Vom X. Parteikongress am 28. November 1970 bis zum XIII. Parteikongress am 22. Mai 1985 fungierte Óvári als ZK-Sekretär für Ideologie und danach bis zum 22. Mai 1988 als Leiter des Büros des Politbüros im Range eines ZK-Sekretärs. Neben György Aczél war er maßgeblich für das kulturelle Leben Ungarns, aber auch die Kirchenpolitik des Landes verantwortlich.
Am 10. Juni 1979 erstmals zum Abgeordneten des Parlaments (Országgyűlés) gewählt und gehörte diesem bis zu seinem Mandatsverzicht am 29. Juni 1988 an. Er vertrat dort zunächst den Wahlkreis Budapest No. 28, danach seit dem 8. Juni 1980 den Wahlkreis Budapest No. 29 und zuletzt seit dem 8. Juni 1985 die Reserveliste der Patriotischen Volksfront (Hazafias Népfront). Während seiner Parlamentszugehörigkeit fungierte er von 1985 bis Oktober 1988 als Sekretär der Fraktion der MSZMP. Im Juli 1988 wurde er Mitglied des Wissenschaftspolitischen Ausschusses der MSZMP.

## Veröffentlichungen
- Hazafiság és nemzetköziség (1968)
- Történelem, ideológia, kultúra (1980)